# Neodythemis
Genre
Neodythemis est un genre de la famille des Libellulidae appartenant au sous-ordre des anisoptères dans l'ordre des odonates. Il comprend treize espèces.

## Espèces du genreNeodythemis
- Neodythemis afra (Ris, 1909)
- Neodythemis arnoulti Fraser, 1955
- Neodythemis campioni (Ris, 1915)
- Neodythemis fitzgeraldi Krüger, 1902
- Neodythemis hildebrandti Karsch, 1889
- Neodythemis klingi (Karsch, 1890)
- Neodythemis munyaga Dijkstra & Vick, 2006
- Neodythemis nyungwe Dijkstra & Vick, 2006
- Neodythemis pauliani Fraser, 1952
- Neodythemis preussi (Karsch, 1891)
- Neodythemis scalarum Pinhey, 1964
- Neodythemis takamandensis (Vick, 2000)
- Neodythemis trinervulata (Martin, 1902)